# نابیا
نابیا دهستانی در استان آستوریاس اسپانیا است.
در این دهستان ۹٬۰۶۸ نفر زندگی می‌کنند. مساحت این دهستان ۶۳٫۱۲ کیلومتر مربع است.